# Innocenza colposa
Innocenza colposa (Under Suspicion) è un film thriller statunitense del 1991 diretto da Simon Moore con protagonisti Liam Neeson e Laura San Giacomo.

## Trama
Nel 1959, a Brighton, in Inghilterra, l'ex poliziotto Tony Aaron fa il detective privato che, poiché in Inghilterra in quegli anni il divorzio viene concesso solo se uno dei coniugi viene colto in flagrante adulterio, fotografa la moglie Hazel col divorziando di turno per simulare, dietro compenso, la flagranza di adulterio. In un'occasione tuttavia egli si trova a fotografare la moglie uccisa accanto ad un celebre pittore, Stasio, che voleva divorziare dalla propria moglie Selina, in quanto innamorato della modella, Angeline, in favore della quale aveva già fatto testamento. Mentre Selina Stasio ha un alibi, perché si trovava ad una festa con molti amici, Angeline viene sospettata, e così anche Tony, soprattutto dopo che viene ritrovata nell'albergo la sua pistola, che è stata usata per i due omicidi.
Le indagini vengono affidate a Frank, l'unico amico che Tony abbia ancora nella polizia, e questi cerca di aiutarlo, mentre il detective cerca le prove che possano scagionarlo. Frattanto, frequentandosi, fra Tony e Angeline nasce un rapporto amoroso ambiguo.
Tony, accusato anche da un biglietto dell'avvocato Roscoe, che si è poi suicidato, viene giudicato colpevole e condannato all'impiccagione ma Frank perquisendo la villa di Stasio, trova la prova che scagiona l'amico e giunge in tempo per salvarlo. Angeline viene imprigionata ma non sarà impiccata, in quanto donna.
Successivamente Selina e Tony, in America, festeggiano la riuscita del loro complotto: è stata Selina ad ingaggiare Tony che, non solo ha ucciso la moglie e Stasio, ma ha anche messo le prove in casa di Angeline per farla accusare dell'omicidio e consentire a Selina di ereditare la fortuna del marito, di cui ovviamente una parte costituisce la sua ricompensa.